# چاتراپاتی (فیلم ۲۰۰۴)
چاتراپاتی (به تامیلی: Chatrapathy) فیلمی هندی محصول سال ۲۰۰۴ و به کارگردانی سریماهش است. در این فیلم بازیگرانی همچون آر.ساراتکومار، نیکیتا تاکرال، پراکاش راج، اشیش ویدیارتی، لاکشمی، نثار، سارانیا پونوانان و رمبها ایفای نقش کرده‌اند.